# Chiesa di San Martino (L'Aigle)
La chiesa di San Martino (in francese: église Saint-Martin), è il principale luogo di culto cattolico di L'Aigle, nella regione della Normandia, in Francia, sede dell'omonima parrocchia appartenente alla diocesi di Séez.

## Storia e descrizione

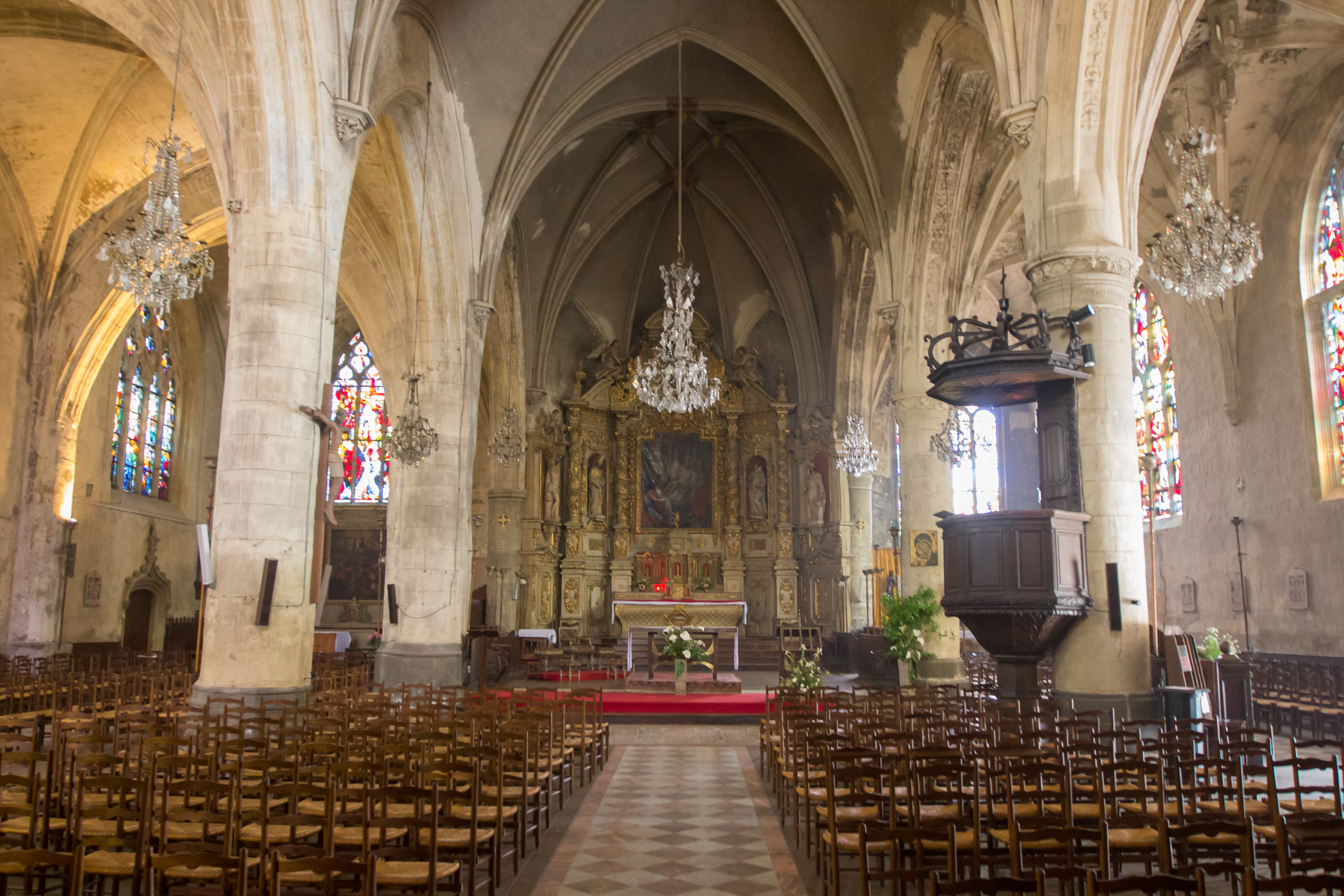
Interno

La chiesa venne fondata nell'XI secolo dai Signori dell'Aigle, Di questo edificio, in stile romanico, restano la Torre dell'Orologio e l'abside. Nel 1425 venne aggiunta la Cappella del Rosario sul lato nord dell'abside. Fra il 1494 e il 1499 venne trasformata e ingrandita in stile gotico fiammeggiante per creare la navata laterale sinistra, e contemporaneamente si eresse lo splendido campanile, ispirato alla Tour de Beurre di Rouen, che costituisce la prima campata della navata.
Tra il 1546 e il 1552 la chiesa venne ingrandita verso sud dotandola della navata laterale destra. L'edificio venne saccheggiato nel 1567 durante le Guerre di religione e poi ristrutturato nel 1583. Nel 1655 vi venne impiantato lo scenografico altar maggiore barocco.
Durante la rivoluzione francese l'edificio venne trasformato in tempio della Ragione e poi adibito a sala di riunioni e magazzino. Verso il 1890 l'abate Gontier fece costruire le volte a crociera in laterizi della navata centrale e del coro e realizzò un mobilio neogotico. Nel 1923 venne costruito l'organo a canne da Charles Mutin. Nel 1935 l'abate Girard intraprese notevoli lavori di restauro, sostituì il mobilio neogotico e fece realizzare delle vetrate.
Nel 1944 la chiesa fu risparmiata dai bombardamenti, ma perse le vetrate del lato sud; così l'abate Girard ne ordinò una serie a Max Ingrand. Inoltre fece eseguire le statue per riempire i baldacchini, vuoti, dell'esterno del lato meridionale da Jean Lambert-Rucki.
L'edificio è stato dichiarato monumento storico di Francia il 7 dicembre 1886.